# Imamzadeh Djafar
Imamzadeh Djafar est un Imamzadeh à Isfahan, en Iran. Il est situé en face d'Imamzadeh Esmail. Il est un des édifices excellents de l'ère Ilkhanides.